# Chamonix-Mont-Blanc
Chamonix-Mont-Blanc (em português:  Chamonix-Monte-Branco) é uma comuna francesa do departamento da Alta Saboia, na região de Auvérnia-Ródano-Alpes. Denominada na língua corrente apenas Chamonix, é uma das mais importantes estâncias turísticas de inverno da Europa, tendo o imponente Monte Branco na parte meridional de seu território.
No centro da cidade encontra-se a estátua de Horace-Bénédict de Saussure em companhia do guia de montanha Jacques Balmat que lhe aponta o cume do Monte Branco onde o naturalista e geólogo suíço pretende ir fazer experiências e pelas ascensões que efetuou é considerado por muitos como o fundador do alpinismo.

## História
Chamonix entra na história quando o conde Aimão I de Genebra faz doação do vale de Chamonix à Abadia de Saint-Michel, do Piemonte, Itália. Território do ducado de Saboia que por isso faz parte da Casa de Saboia que nessa altura estavam integrados no Reino da Sardenha. Mais tarde, no tempo da Revolução Francesa e do império de Napoleão, torna-se um território francês. Em 24 de março de 1860 pelo Tratado de Turim, o Ducado de Saboia é cedido à França, e em abril desse ano Chamonix torna-se definitivamente território francês e toma o nome de Chamonix-Mont-Blanc, sendo a extensão "Mont-Blanc" o resultado de um acordo com a comuna francesa de Saint-Gervais-les-Bains.

## Toponímia
O nome da comuna é mencionado em latim como Campum munitum por volta de 1091 e depois sucessivamente Chamonis em 1283, Chamouny em 1581, Chamony em 1652, e o termo Chamonix aparece em 1793, antes de se tornar definitivamente Chamonix-Mont-Blanc em 1921.
Uma outra etimologia popular explica o nome pelo patoá formado por cha para "terra" e mon-is para "montanha", a "terra da montanha". Ainda atualmente Cham é a alcunha dada à cidade, e por extensão aos habitantes de Chamonix (o "x" final de Chamonix não se pronuncia em francês).
Também não é de excluir o facto de o nome da cidade provir da palavra francesa Chamois, o mamífero ruminante, da família dos bovídeos, a camurça muito usual nessa região montanhosa.

## Geografia
Rodeado pelos maciço das Agulhas Vermelhas e pelo maciço do Monte Branco, Chamonix tem com Saint-Gervais-les-Bains o recorde da comuna com a maior altitude de França e da Europa Ocidental. Porém este recorde tem que dividir com a Itália e nomeadamente Courmayeur no vale de Aosta que também reivindica esse recorde para um pico que culmina a 4 810 m, ambos dizendo que a fronteira fica no seu território, e ainda hoje a disputa não está resolvida.
Ponto de partida para inúmeros percursos de alpinismo de verão e de esqui de inverno, Chamonix e o Monte Branco são o terceiro sítio mundial mais visitado no mundo o que a torna uma estação de esqui e ao mesmo tempo uma cidade altamente cosmopolita e sempre muito cheia de vida em qualquer época do ano. Paralelamente, com 116,53 km2, Chamonix é a quarta comuna francesa mais vasta da França Metropolitana.
Chamonix estende-se por uma superfície total de 24 546 ha e desenvolveu-se durante 17 km no vale do mesmo nome (o chamado alto vale do Arve ou vale de Chamonix) antes de ocupar mais genericamente o vale do Arve (com 102 km), e cujo rio vem desaguar a sul de Genebra, na Suíça. Encontra-se próximo da tríplice fronteira França-Itália-Suíça, e está rodeada pelo maciço das Agulhas Vermelhas e pelo maciço do Monte Branco, respectivamente a 2 965 m e 4 810 m devido à presença do cume do Monte Branco.

## Jogos Olímpicos de Inverno
Chamonix foi o teatro dos Jogos Olímpicos de Inverno de 1924

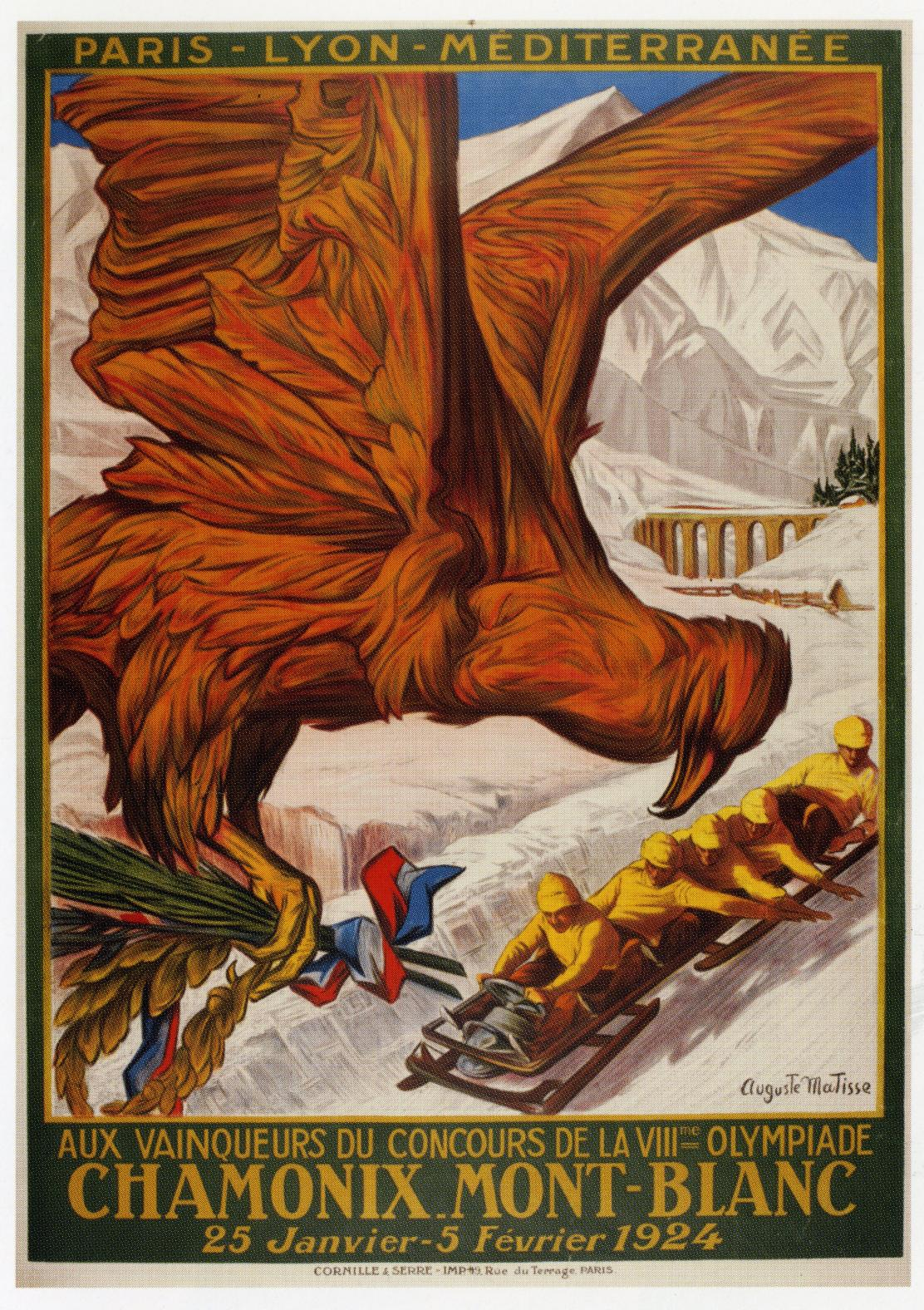
Cartaz dos J.O.

## Vias de comunicação

### Estrada
Servida por uma estrada de 2 x 2 vias a partir de Le Fayet, localidade onde acaba a "autoestrada branca" tal como é conhecida a autoestrada A40, também é aí que se desvia para se tomar o túnel do Monte Branco que liga Chamonix-Mont-Blanc a Courmayeur (no Vale de Aosta, Itália).
De assinalar que o túnel com 11,6 km de comprimento passa na vertical da Aiguille du Midi, e é pela comuna de Finhaut que se liga à Suíça pela antiga estrada que passa pelo Colo dos Montets. 

### Aeroporto
A autoestrada A40 liga-a a Genebra que fica a 80 km e a 56 minutos do seu Aeroporto Internacional de Genebra (AIG) ponto de chegada e partida de inúmeros voos charter vindos da Inglaterra ou dos países nórdicos. O outro aeroporto, é o de Aeroporto de Lyon-Saint-Exupéry que fica a 220 km e a mais de 2 horas de autoestrada. 

### Linha férrea
Além de uma ligação normal com a Linha de Saint-Gervais-les-Bains-Le Fayet a Vallorcine que vai até à fronteira com a Suíça e se prolonga aí com a linha Martigny-Châtelard até à cidade de Martigny (Suíça), Chamonix é no período invernal servida pelo chamado TGV des neiges que parte de Paris .
O caminho de ferro do Montenvers permite aceder a este lugar onde se desfruta uma linda vista sobre o Mar de Gelo, as Grandes Jorasses e a Aiguille des Grands Charmoz.

### Teleférico
O teleférico da Agulha do Midi é o mais alto do mundo pois liga a cidade com a Aiguille du Midi a 3777 m, ponto a partir do qual se pode ao seu pitão central tomando um elevador que nos deixa a 3 842 m de altitude.
Uma vez na Agulha do Midi, pode-se tomar a Telecabine Panorâmica do Monte Branco que com 5 093 m de comprimento atravessa a vallée Blanche e o glaciar do Gigante em 35 minutos, e termina na Ponta Helbronner junto da fronteira França-Itália a 3 466 m de altitude.
Do lado de Chamonix propriamente dito há várias estações de esqui como a de Le Brévent e mais a sul, no vale, e que parte de Argentière para se abordar as Agulha das Grandes Montets com as correspondentes telecabines e outras telecadeiras.

## Imagens

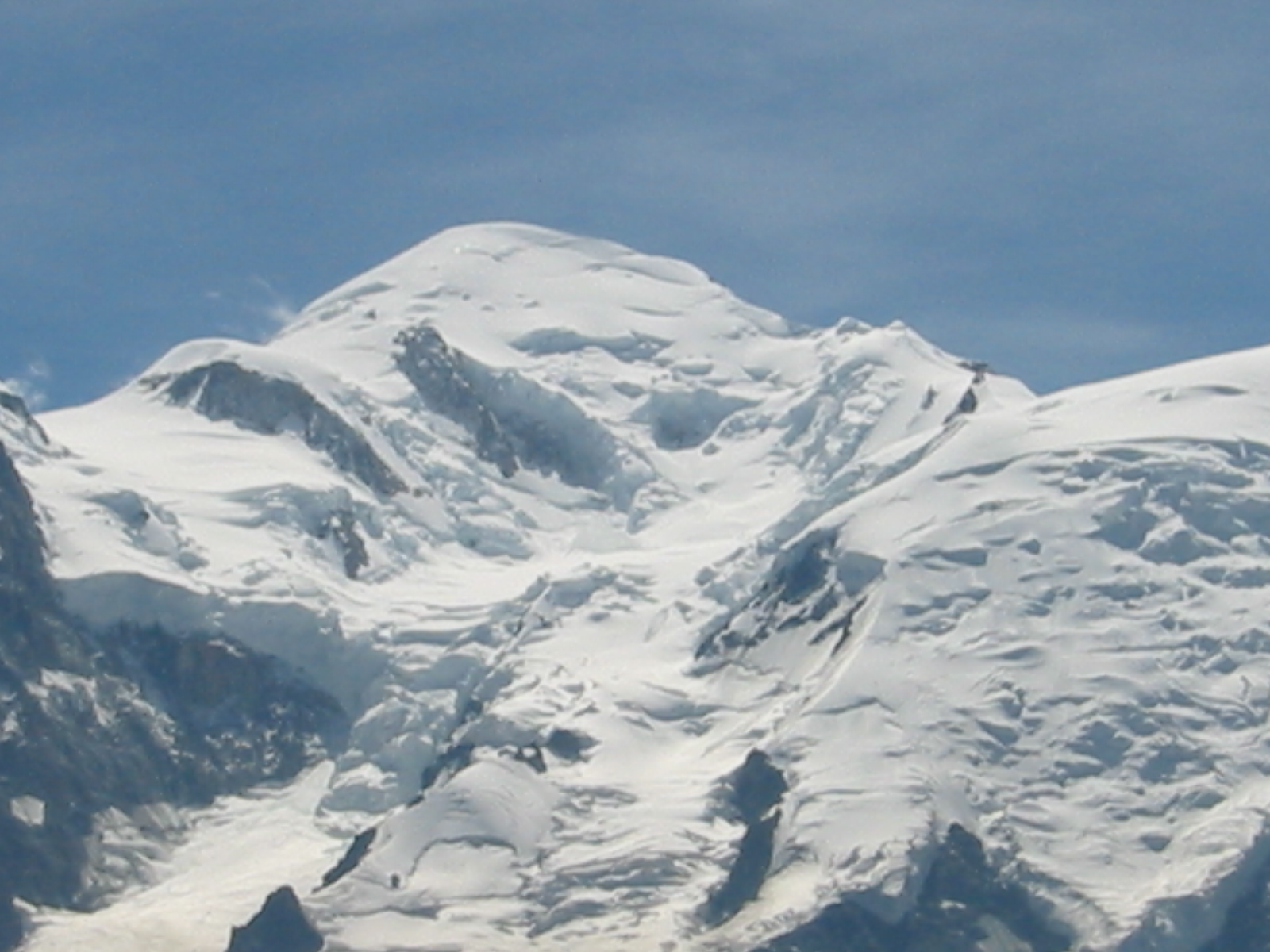
O cume do Monte Branco
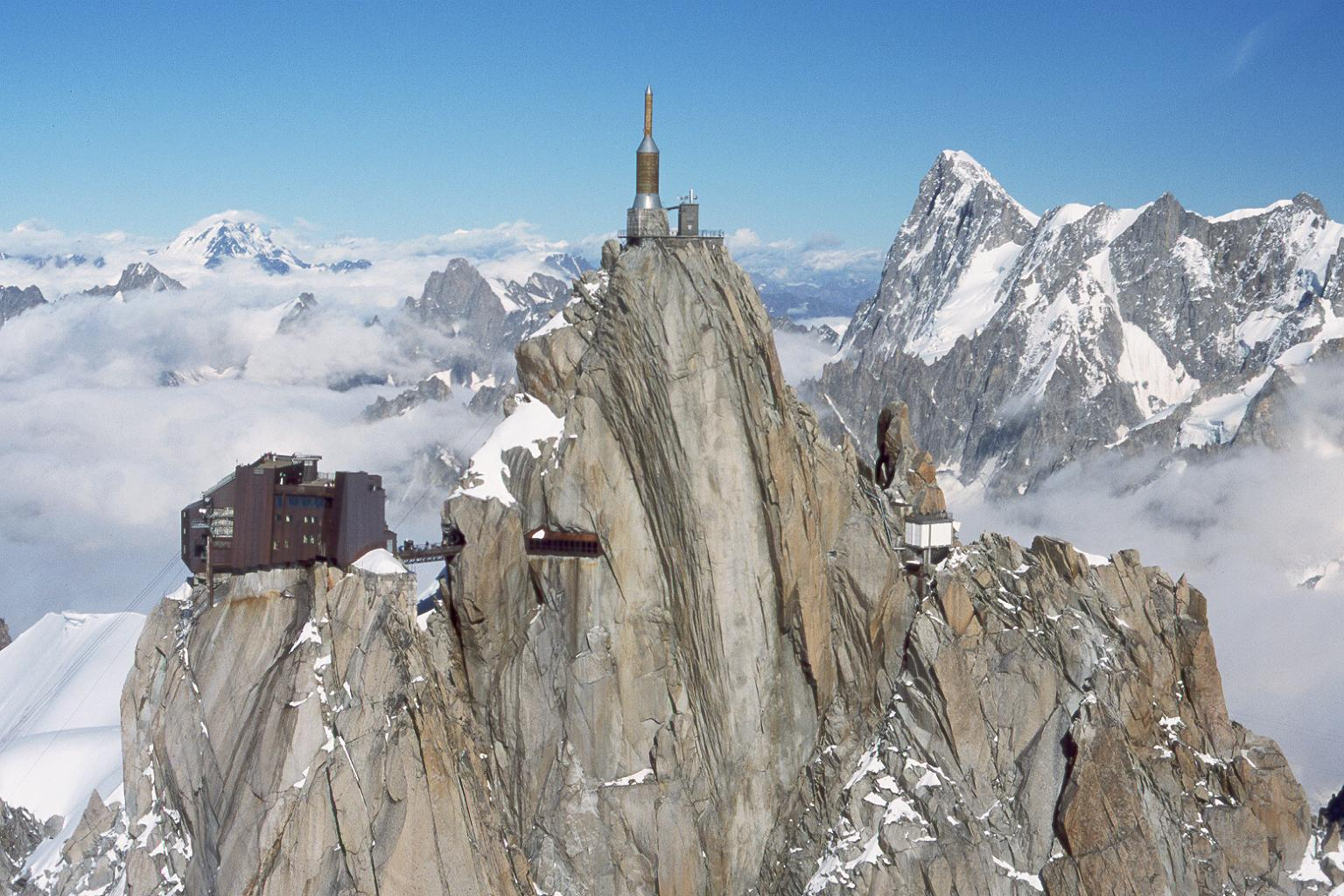
Vista da Aiguille du Midi
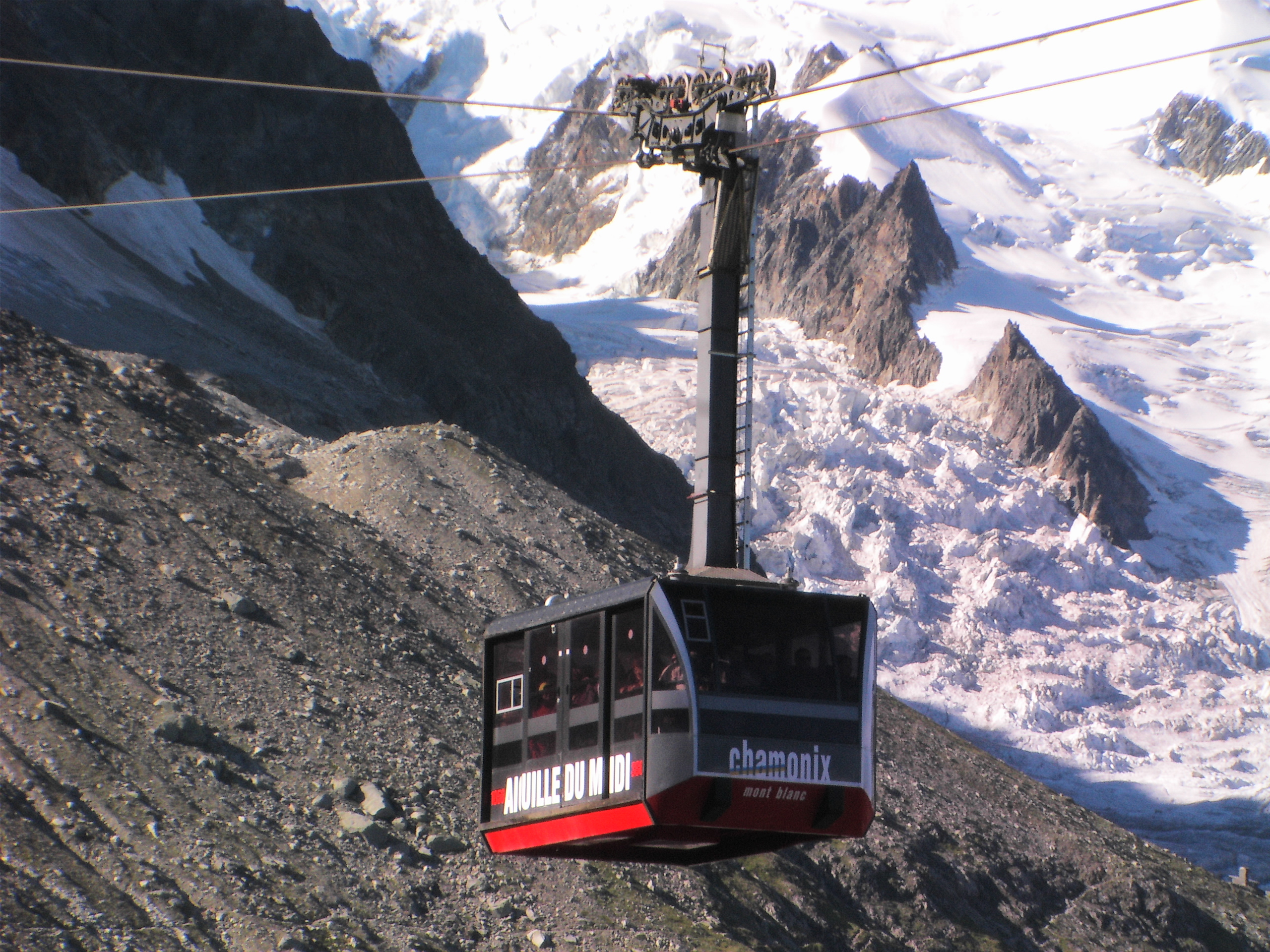
Telecabine Panorâmica do Monte Branco
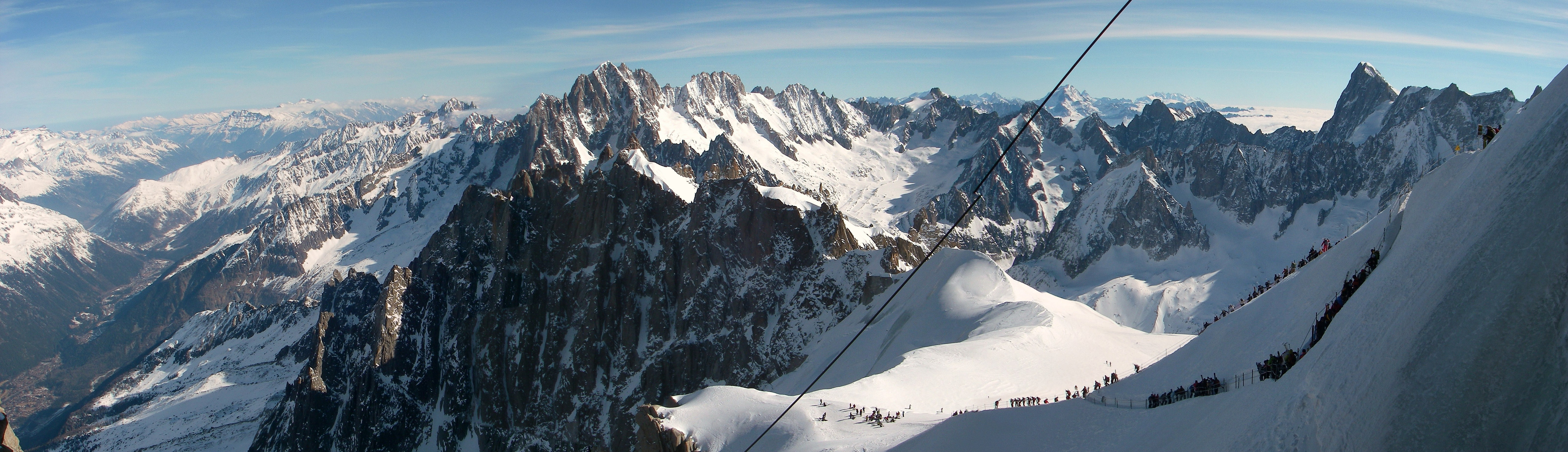
O vale Branco
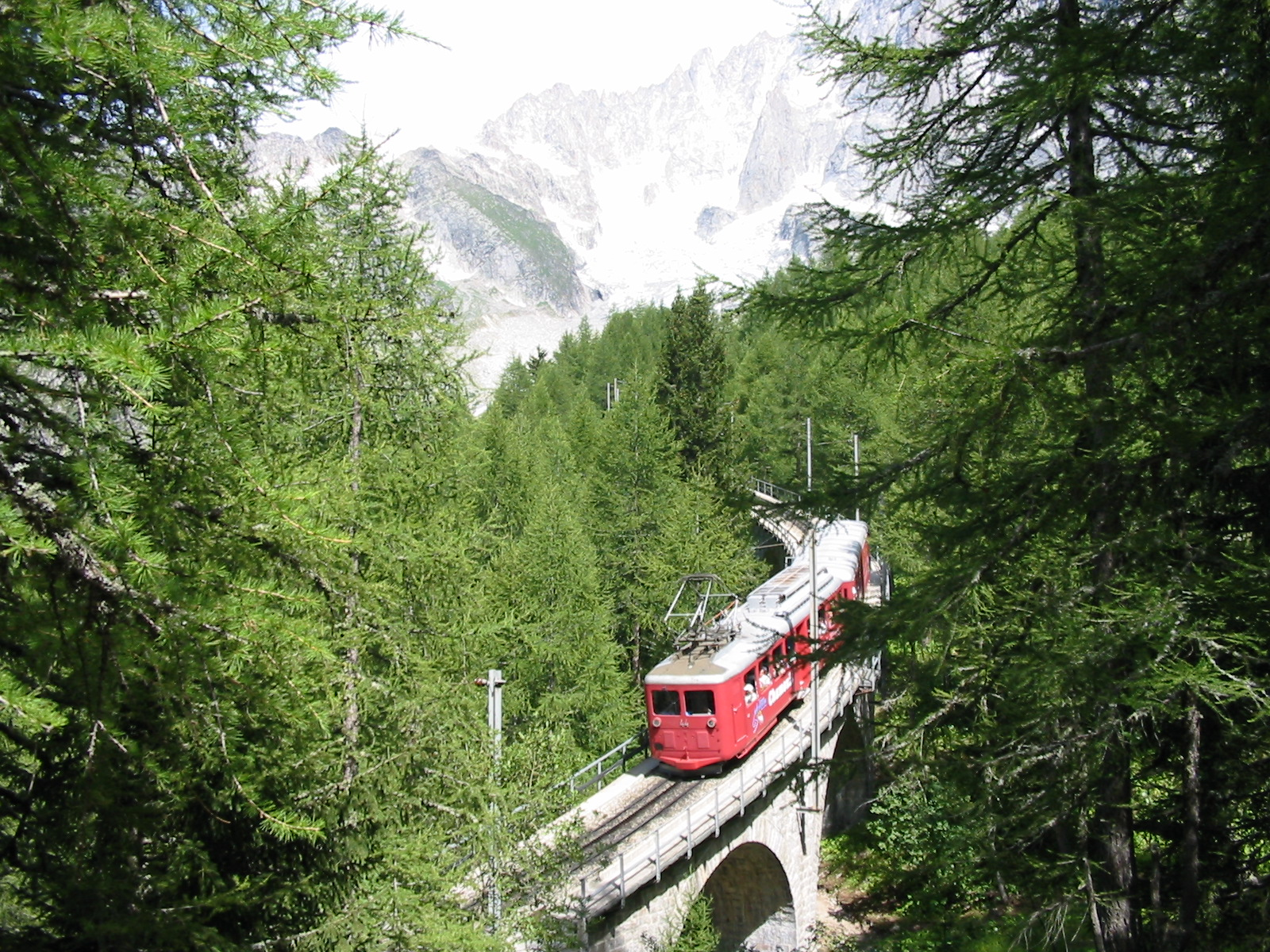
O comboio do Montenvers
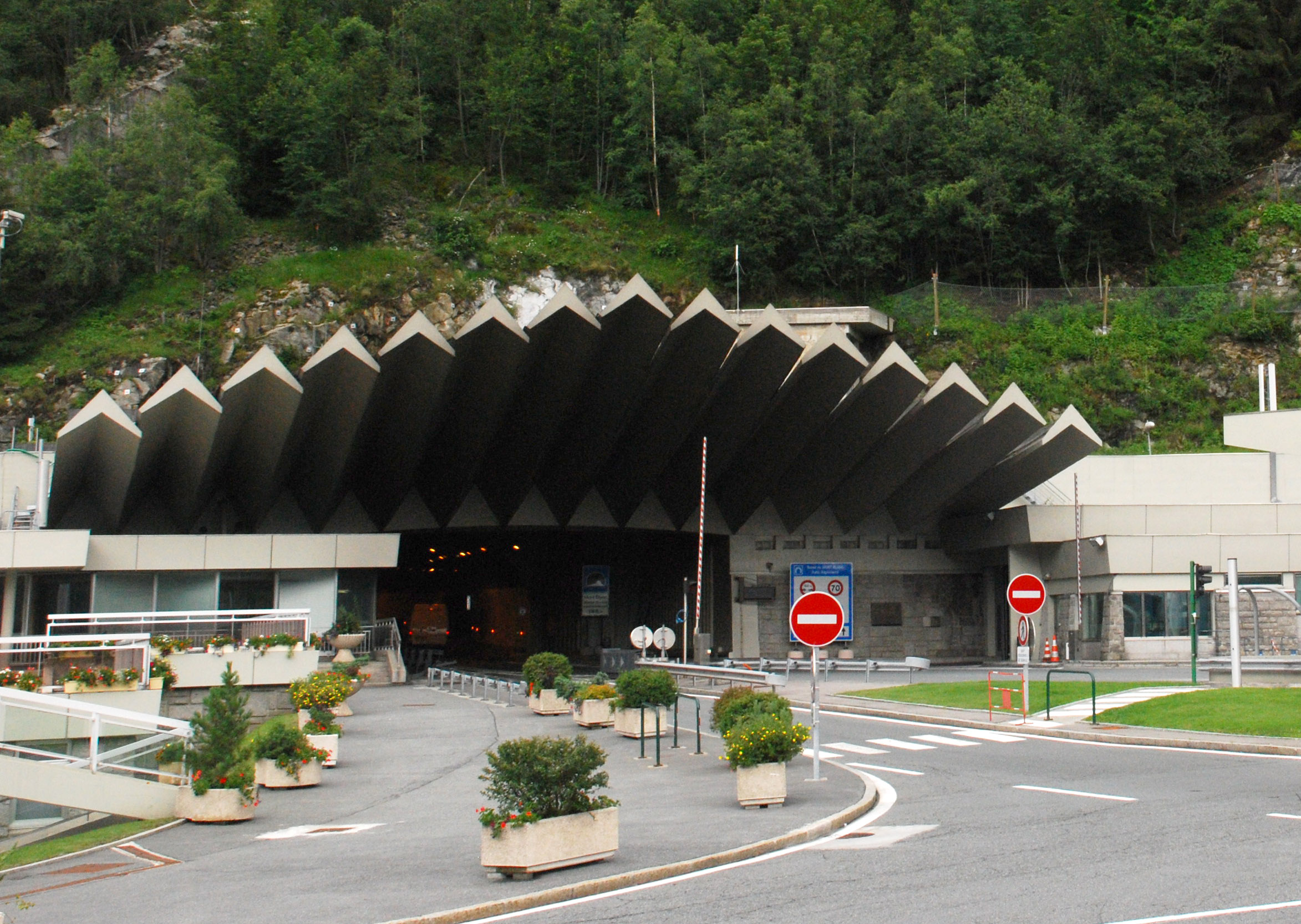
Entrada do túnel do Monte Branco do lado francês